# T-Model Ford
James Lewis Carter Ford, artísticamente conocido como T-Model Ford (1924 - 16 de julio de 2013), fue un músico estadounidense de blues. Comenzó su carrera musical con alrededor de 70 años; grabó regularmente para el sello Fat Possum, y luego se cambió a Alive Naturalsound Records. Su estilo musical combina la crudeza del Delta blues con el Chicago blues y el juke joint blues.

## Discografía
- Pee-Wee Get My Gun - 1997 (Fat Possum)
- You Better Keep Still - 1999 (Fat Possum)
- She Ain't None of Your'n - 2000 (Fat Possum)
- Bad Man - 2002 (Fat Possum)
- Don't Get Out Talkin' It - 2008 (Fat Possum)
- Jack Daniel Time - 2008 (Mudpuppy)
- The Ladies Man - 2010 (Alive Naturalsound)
- Taledragger - 2011 (Alive Naturalsound).[1]